# Посольство Латвии в Польше
Посольство Латвийской Республики в Польше (пол. Ambasada Republiki Łotewskiej w Rzeczypospolitej Polskiej; латыш. Latvijas Republikas vēstniecība Polijas Republikā) — латвийское дипломатическое представительство, расположенное в Варшаве, Польша.
Должность Чрезвычайного и Полномочного Посла с 2017 года занимает Эдгарс Бондарс — кадровый дипломат, выпускник юридического факультета Латвийского университета, магистр права.

## История
Дипломатические отношения между Польшей и Латвией были установлены 27 января 1921 года.
30 августа 1991 года, после восстановления независимости Латвии, дипломатические отношения между странами были возобновлены.
Посольство Польши в Латвии было открыто 12 ноября 1991 года. Посольство Латвии в Польше действует с 1993 года.